# ديتليف برونك
ديتليف وولف برونك (بالإنجليزية: Detlev Wulf Bronk)‏ مواليد 13 أغسطس 1897 في نيويورك - الوفاة 17 نوفمبر 1975 في نيويورك، هو عالم فيزياء حيوية أمريكي ينسب إليه الفضل في تأسيس الفيزياء الحيوية، وهو حاصل على قلادة العلوم الوطنية الأمريكية. عمل رئيساً لجامعة جونز هوبكينز من عام 1949 إلى عام 1953، ورئيساً لجامعة روكفلر من عام 1953 إلى عام 1968. وكان رئيس الأكاديمية الوطنية الأمريكية للعلوم بين عامي 1952 و1960. حصل على وسام فرانكلين عام 1961 ووسام الحرية الرئاسي عام 1964 وقلادة العلوم الوطنية عام 1964 وزمالة الجمعية الملكية.

## السيرة الذاتية
كان ديتليف برونك سليل بيتر برونك من أوائل المستوطنين الذين هاجروا إلى نيو نذرلاند والذي اشتُقَّ اسمُ حي ذا برونكس من اسم أهله وعائلته. تخرج برونك من كلية سوارثمور بدرجة البكالوريوس في الهندسة الكهربائية، حيث كان عضوا في منظمة الطلاب (فاي كابا بسي). في سبتمبر 1921 تزوج من هيلين ألكسندر رامسي التي كانت طالبة في كلية سوارثمور وكانت زميلة له. ثم تطرق إلى الفيزياء، وحصل على الماجستير في عام 1922 من جامعة ميشيغان. بحلول عام 1924 كان عازما على تطبيق الفيزياء والرياضيات إلى علم وظائف الأعضاء، حصل على درجة الدكتوراه في عام 1926 من جامعة ميشيغان.

## المسيرة المهنية
عندما عرضت عليه رئاسة جامعة جونز هوبكنز في عام 1948، قال إنه يقبل هذا المنصب على شرط أن تُعزِّزَ جامعة هوبكنز برنامجها في الفيزياء الحيوية. ولم يكتفِ بذلك بل تجاوزه إلى بناء قاعة جنكينز في عام 1950 لتكون مخصصة للفيزياء الحيوية وعين لها هيئة تدريس ومركز بحوث. كان برونك يعتقد أن الجامعات في العالم مسؤولة عن إعداد الطلاب لتحسين العالم، بغض النظر عن المنهج الدراسي. واعترف أيضا أنه خلال الحرب العالمية الثانية، فإن أعضاء وهيئة التدريس في جامعة هوبكنز أمضوا معظم وقتهم في إجراء أبحاث ذات صلة بالدفاع، وأنه حان الوقت لتجديد فكرة البحث من أجل التعلم والاكتشاف. وكثيرا ما تحدث عن «التوسع في التعليم»، و«تعزيز الفضول» و«الجامعة هي مجتمع من العلماء».

## الجوائز والتكريمات
حصل برونك على العديد من الجوائز والتكريمات منها قلادة العلوم الوطنية عام 1968 ووسام بنجامين فرنكلن عام 1967 ووسام الحرية الرئاسي.

## روابط خارجية
- ديتليف برونك على موقع ميوزك برينز (الإنجليزية)